# Oswaldo Yepes
Oswaldo Yepes (Caracas, Venezuela, 16 de febrero de 1939 - Caracas, Venezuela, 19 de noviembre de 2013) fue un empresario y locutor de programas en radio y televisión venezolano y fundador del Museo de la Radio de su país. Yepes fue también fundador de la emisora Circuito Digital Kys y director de Radio Capital durante sus años más notorios. Fue el primer conductor del Hit Parade de Venezuela, un programa de promoción disquera nacional y director de la Cátedra Libre de Radio que lleva su nombre en cooperación con la Universidad Nacional Abierta.

## Biografía
Oswaldo Yepes nació en la Parroquia Santa Rosalía (Caracas) y cursó estudios de secundaria en el Instituto Escuela Altamira.

## Radio
Yepes comenzó su carrera en la radiodifusión venezolana en Radio Capital 710 A.M. donde su metodología iba dirigida a una audiencia joven. En 1968 Yepes y el productor Tito Martínez del Box coincidieron en el proyecto de radio que diera una impresión innovadora para el país. El 15 de mayo de 1968, con una inversión inicial de un 1 millón de bolívares de los recursos del empresario Radamés Lebrón compraron la estación de Amplitud Modulada 710 en Caracas "La Voz de la Patria" del Monseñor Jesús María Pellín y la llamaron Radio Capital. La programación principal estaba a cargo de Adolfo Martínez Alcalá junto con la participación frecuente del mismo Yepes. La nueva estación adaptó el eslogan “la emisora que hizo gustar la radio otra vez”, que también presentaba eventos en vivo, tales como los conciertos musicales de Joan Manuel Serrat, The Police, The Queen y Donna Summer, así como eventos deportivos, incluyendo Johnny Cecotto en Venezuela 200.
En mayo de 1972 Yepes fundó otra estación de radio llamada "Radio Uno" que se volvió popular presentando los estilos de César Pinto, Francisco Amado Pernía, Clemente Vargas Jr., Eduardo Morell, Walter Martínez, entre otros. Destacó igualmente la locución de Silvia Rodríguez, quien era subdirectora de la estación y voz del programa “La Hora Romántica”.
En febrero de 1988 son aprobados los permisos para la radiodifusión comercial en Frecuencia Modulada. El 16 de octubre de 1988 fundó el Circuito Digital Kys, una de las primeras en transmitir en la banda FM. Esta vez se dirigía a un púbico adulto, pensante, reflexivo y, sobre todo, amante de la música, por ello el lema de su nueva radio: "la emisora adulto contemporánea".

## Historiador
Yepes fue conocido como uno de los principales historiadores de la radio venezolana. Sus primeros reportes de la profesión y de emisoras históricas fueron escritos y difundidos durante su trabajo como comunicador en la Radio Capital. En 1995 fundó la Cátedra Libre Universitaria de Radio Oswaldo Yepes, sin fines de lucro y auspiciada por la Universidad Nacional Abierta y la Fundación Museo de la Radio. El programa educativo fue diseñado como apoyo y complemento a los estudiantes de las escuelas de comunicación social, publicidad y mercadeo de las universidades e institutos superiores del país. Se caracteriza por ponencias variadas de un mes de duración y con un fuerte énfasis en la historia de la comunicación social en Venezuela.
En 1997 fundó el Museo de la Radio de Venezuela. Expuestos en el museo han estado muy variables artefactos y fotografías que preservan más de 80 años de la historia de la radio venezolana. El Museo de la Radio de Venezuela ha sido galardonado con el Premio Nacional de Periodismo.

## Publicaciones
- Cuentos y recuentos de la radio en Venezuela, Caracas, 1993; Fundación Neumann.

## Producciones
- Yepes fue el padrino artístico de la cantante venezolana Mirla Castellanos el 25 de abril de 1961.[10]
- Mientras servía como gerente de la Cadena Venezolana de Televisión, Yépez dio acceso como locutor al ancla de El observador (RCTV), Tinedo Guía.[11]